# Christo Daskalow
Christo Stefanow Daskalow (bulgarisch Христо Стефанов Даскалов; * 18. Februar 1903 in Waglewzi bei Weliko Tarnowo; † 4. Mai 1983 in Sofia) war ein bulgarischer Biologe.

## Leben
Daskalow studierte Landwirtschaft an der Martin-Luther-Universität in Halle (Saale). 1928 erhielt er vom bulgarischen Landwirtschaftsministerium ein Stipendium in Pflanzengenetik und -zucht und trat der Gruppe von Herman Nilsson-Ehle in Schweden und später Arnold Scheibe in Berlin-Dahlem bei. 1930 kehrte er nach Bulgarien zurück und arbeitete als Direktor der Forschungsstation in Knescha und Abteilungsleiter der Forschungsstation in Sadowo.
1932 studierte Daskalow die Genetik von Gemüse in der Forschungsstation für Gemüse und Reis in Plowdiw, heute Maritza Vegetable Crops Research Institute. 1946 wurde er Professor und 1948 der erste Rektor der Landwirtschaftlichen Universität von Plowdiw. 1948 wurde Daskalow entsprechend Mitglied und 1952 in die Bulgarische Akademie der Wissenschaften (BAS) gewählt. Von 1952 bis 1978 war er Direktor des Instituts für Genetik am BAS. Gleichzeitig trug er als Präsident der Akademie für Landwirtschaftswissenschaften und später als Vizepräsident des BAS signifikant zur Entwicklung der biologischen und landwirtschaftlichen Wissenschaften in Bulgarien bei.
Daskalows Energie und wissenschaftliche Kreativität weitete sich auf verschiedene Gemüsepflanzen aus, u. a. Pfeffer und Aubergine, aber Tomaten blieben sein beliebtestes Forschungsobjekt. Über fünf Jahrzehnte spielte Daskalow eine wichtige Rolle in der Entwicklung der Tomatengenetik und -zucht in Bulgarien. Die Ergebnisse seiner Forschungen bewiesen sich als gleich wichtig in Theorie und Praxis. Daskalows wissenschaftliches Interesse wuchs zu einer Fülle an Fragestellungen, der Heterosis-Effekt und seine Nutzbarkeit in der Tomatenzucht war eines seiner wichtigsten Forschungssubjekte. Die Idee, die genetische Distanz der Eltern als Indikator in der Verfolgung des Heterosis-Effekts in der Tomate zu nutzen, wurde 1942 von Daskalow berichtet. Er fand heraus, dass Zuchtlinien auf der Basis interspezifischer Hybridenbildung durch eine hochkombinierte Fähigkeit für ökonomisch wichtige Eigenschaften charakterisiert werden. Mit dieser Grundlage kam er zu dem Schluss, dass die Hybriden zur Gewinnung von Heterosis bei Früh- und Gesamtertrag Linien unterschiedlicher Quellen beinhalten sollen. 1932 entwickelte Daskalow die erste Tomatenhybride „Saria × Komet“  in der Landwirtschaftlichen Forschungsstation Plowdiw, wo auch die ersten Mengen der Hybridensamen produziert wurden.
Die langen Jahre der Erforschung der Heterosis, seine kausalen Faktoren und die Anwendung in der Praxis führten schließlich zur Entwicklung einer Vielzahl von Tomatenhybriden, wie „No 10 × Bizo“, „Triumph“ und „Ogosta“. Seit 1949 und bis in die späten Sechziger, war etwa die Hybride „No 10 × Bizo“ die Nummer 1 für frühe Feldproduktion in Bulgarien. (In Europa und weltweit fingen Tomatenhybriden Ende der Sechziger, Anfang der Siebziger des 20. Jahrhunderts an, den Markt zu übernehmen und ihre Verwendung stieg während der folgenden Jahrzehnte dramatisch.) Er ist Co-Autor von „Cristy“, das war zwischen 1975 und 1989 die am weitesten verbreitete Tomatenhybride für frühe und mittelfrühe Feldproduktion im Land, als Bulgarien der wichtigste Exporteur von frischen Tomaten des Ostblocks (die exportierten Mengen stammten überwiegend aus bulgarischer Kultur) und ein wichtiger Produzent von Hybridsamen (3–4 Tonnen pro Jahr) war. In seiner Tätigkeit schuf Daskalow 25 neue Sorten.
Ein weiteres wichtiges und faszinierendes Problem, dem sich Daskalow während seiner Studien näherte, war es, Wege zu finden, um den Prozess der Hybridtomatensamen-Produktion zu vereinfachen. Hierzu konzentrierte es sich mit seinen Mitarbeitern auf detaillierte Studien zu verschiedenen Arten der genetischen männlichen Sterilität. Seine Mitarbeiter führten diese Forschungen nach dem Tod von Prof. Daskalow fort und während der letzten 20 Jahre kam es zur Erfolgreichen Anwendungen von positional sterilen (ps 2) Mutanten in der Hybridenzucht. Derzeit besitzen ungefähr 70 % der bulgarischen Hybriden auf dem Markt, die im Land weit verbreitet sind, ps 2-sterile Elternpflanzen, was die Produktivität der Hybridsamenherstellung signifikant verbessert hat.
Während der frühen Siebziger hat Daskalow die Entwicklung eines weiteren Forschungsgebietes gefördert – Tomatengenetik und -zucht für hohe Nährstoff- und Marktqualität. Auf der Basis von interspezifischer Hybridisierung und mutierten Genen konnten er und seine Mitarbeiter erfolgreiche Zuchtlinien mit hoher Trockenheitsresistenz und hohem Gehalt an Vitamin C und Lycopen entwickeln.
Daskalow war bevorzugter Partner in der Entwicklung von internationalen Projekten. Lange Zeit war er in Projekten mit der niederländischen Firma Sluis and Groot involviert, zusammen mit verschiedenen Instituten aus den Ostblockstaaten. Die Ergebnisse von Daskalows Forschungen stellen sich in mehr als 150 wissenschaftlichen Arbeiten, Buchkapiteln und Monogrammen dar, publiziert in Bulgarien und im Ausland. Seine Forschungsergebnisse und Errungenschaften platzieren ihn als unbestreitbaren Begründer der bulgarischen Gartenbauwissenschaften und die genetische Verbesserung von Tomate, Pfeffer, Aubergine, Wassermelone bringen ihm internationale Anerkennung. Belegt ist dies durch hundertfache Zitate seiner Arbeiten.
Er wurde zum Mitglied der Akademie für Wissenschaften in Polen, Ungarn, der ehemaligen UdSSR, der Landwirtschaftsakademie der ehemaligen DDR, Ehrendoktor der Humboldt-Universität Berlin und der Universität für Gartenbau in Budapest. Zu den vielen seiner Talente gehörte auch die Liebe und das Talent für Musik und er unterhielt oft sich und seine Kollegen mit dem Violinenspiel.
Daskalow wurde als Held der sozialistischen Arbeit und mit dem Dimitrow-Preis ausgezeichnet.